# Heubeck AG
Die Heubeck AG ist ein Dienstleistungsunternehmen mit Sitz in Köln, das sich auf die Beratung im Bereich der betrieblichen Altersversorgung (bAV) spezialisiert hat. Bekannt ist das Unternehmen vor allem durch seine „Richttafeln“, die als allgemein anerkannte biometrische Rechnungsgrundlage zur bilanziellen Bewertung von Pensionsverpflichtungen in Deutschland gelten. Die Heubeck AG betreut über 1000 Firmenkunden, zahlreiche Pensionskassen, Pensionsfonds, Zusatzversorgungskassen und berufsständische Versorgungswerke und beschäftigt mehr als 120 Mitarbeiter. Kerndienstleistungen sind versicherungsmathematische Gutachten und Analysen sowie die steuerliche und renten- und arbeitsrechtliche Beratung in allen Fragen der Altersvorsorge.

## Geschichte
Im Jahr 1946 gründete Georg Heubeck in Köln das „Büro Dr. Heubeck“. 1956 griff das Finanzministerium auf die Expertise des Unternehmens bei der Planung der großen Rentenreform 1957 zurück. Auch an der Vorbereitung des Betriebsrentengesetzes von 1974 war Heubeck maßgeblich beteiligt.
Anfang der 1970er Jahre trat der Sohn des Firmengründers, Klaus Heubeck, in das Unternehmen ein. Der Mathematiker und Volkswirt übernahm 1989 die Geschäftsverantwortung. Unter seiner Führung wurde das „Büro Dr. Heubeck“ im Jahr 2001 in eine nicht börsennotierte Aktiengesellschaft, die Heubeck AG, umgewandelt. Im Jahr 2007 erfolgte eine Kooperationsvereinbarung mit der Sparkassen-Finanzgruppe. Mit der Vollendung seines 65. Lebensjahrs im Juli 2010 schied Klaus Heubeck aus dem Vorstand der Heubeck AG aus. 2014 beteiligten sich einige Kassen aus dem Bereich der Zusatzversorgung an der Heubeck AG durch Kauf von 30 % aus der 90-prozentigen Beteiligung der Sparkassen-Finanzgruppe.
Seit Juni 2025 ist die Heubeck AG eine hundertprozentige Tochtergesellschaft der MRH Trowe & Lurse GmbH, welche die Anteile von der Gründerfamilie, der S-PensionsManagement GmbH sowie weiteren Vorbesitzern übernommen hat. Die Heubeck AG blieb ein eigenständiges Unternehmen innerhalb der MRH Trowe-Gruppe. Über die Gesellschaften hinweg verfügte die Gruppe über mehr als 500 Fachkräfte (darunter ca. 180 Mitarbeitende bei Heubeck) zur Erbringung von Dienstleistungen im Bereich der betrieblichen Altersversorgung.
Das bisherige Management der Heubeck AG blieb weiterhin im Unternehmen tätig. Der Vorstand der Heubeck besteht aktuell aus Susanna Adelhardt (Vorstandsvorsitzende, verantwortlich für den Geschäftsbereich Aktuariat), Rainald Meyer (verantwortlich für die Geschäftsbereiche Beratung und Administration), sowie Tina Heubeck (verantwortlich für den kaufmännischen Bereich).

## Heubeck-Richttafeln GmbH
Die 1983 gegründete Heubeck-Richttafeln GmbH hält die Urheber- und Vertriebsrechte an den „Heubeck-Richttafeln“. Das Tabellenwerk wurde von Firmengründer Georg Heubeck und vom Diplom-Mathematiker Kurt Fischer 1948 erstmals herausgegeben. Die „Heubeck-Richttafeln“ dienen als biometrische Rechnungsgrundlage zur bilanziellen Bewertung von Pensionsverpflichtungen in Deutschland.
Die aktuelle Auflage trägt die Bezeichnung „Heubeck-Richttafeln 2018 G“. Anwendbarkeit und steuerliche Anerkennung der Richttafeln wurden vom Bundesministerium der Finanzen und der Deutschen Aktuarsvereinigung geprüft.
Die Bezeichnung „Richttafeln“ beruht darauf, dass es sich hierbei nicht um reine Sterbetafeln handelt, sondern um biometrische Rechnungsgrundlagen, die neben den Todes- bzw. Erlebenswahrscheinlichkeiten auch die in der Praxis relevanten Wahrscheinlichkeiten des Pensionsberechtigten für Invalidität, den Übergang vom Aktiven zum Pensionär und das Hinterlassen von Hinterbliebenen bei Tod enthalten.